# Калья (приток Пяльмы)
Калья — ручей в России, протекает по территории Пяльмского сельского поселения Пудожского района Карелии. Длина ручья — 12 км, площадь водосборного бассейна — 137 км².
Ручей берёт начало из болота без названия на высоте выше 162 м над уровнем моря.
Течёт преимущественно в западном направлении по заболоченной местности.
Имеет притоки: левый — Суровручей и правый — Верхотинный.
Впадает в реку Пяльма на высоте 92,7 м над уровнем моря.
Населённые пункты на ручье отсутствуют.
Код объекта в государственном водном реестре — 01040100612202000015966.